# Guillermo Escalada
Guillermo Escalada (24. dubna 1936 Montevideo – 21. června 2023 Montevideo) byl uruguayský fotbalista, útočník.

## Klubová kariéra
Hrál za  Nacional Montevideo, Club de Gimnasia y Esgrima La Plata, Montevideo Wanderers, Defensor Sporting a Deportivo Galícia. S Nacionalem získal tři mistrovské tituly. V Poháru osvoboditelů nastoupil v 6 utkáních a dal 1 gól. Za reprezentaci Uruguaye nastoupil v letech 1955–1962 ve 30 utkáních a dal 11 gólů. Byl členem uruguayské reprezentace na Mistrovství světa ve fotbale 1962, ale v utkání nenastoupil. Byl členem vítězné uruguayské reprezentace na Mistrovství Jižní Ameriky ve fotbale 1956 a 1959.

## Ligová bilance
| Ročník                   | Zápasy | Góly | Klub                                |
| ------------------------ | ------ | ---- | ----------------------------------- |
| 1. uruguayská liga 1954  | -      | -    | Nacional Montevideo                 |
| 1. uruguayská liga 1955  | -      | -    | Nacional Montevideo                 |
| 1. uruguayská liga 1956  | -      | -    | Nacional Montevideo                 |
| 1. uruguayská liga 1957  | -      | -    | Nacional Montevideo                 |
| 1. uruguayská liga 1958  | -      | -    | Nacional Montevideo                 |
| 1. uruguayská liga 1959  | -      | -    | Nacional Montevideo                 |
| 1. uruguayská liga 1960  | -      | -    | Nacional Montevideo                 |
| 1. uruguayská liga 1961  | -      | -    | Nacional Montevideo                 |
| 1. uruguayská liga 1962  | -      | -    | Nacional Montevideo                 |
| 1. argentinská liga 1964 | 21     | 2    | Club de Gimnasia y Esgrima La Plata |
| 1. argentinská liga 1965 | 5      | 1    | Club de Gimnasia y Esgrima La Plata |
| 1. uruguayská liga 1966  | -      | -    | Montevideo Wanderers                |
| 1. uruguayská liga 1967  | -      | -    | Defensor Sporting                   |
| CELKEM                   | -      | -    |                                     |